# Muzeum Historyczne Miasta Krakowa

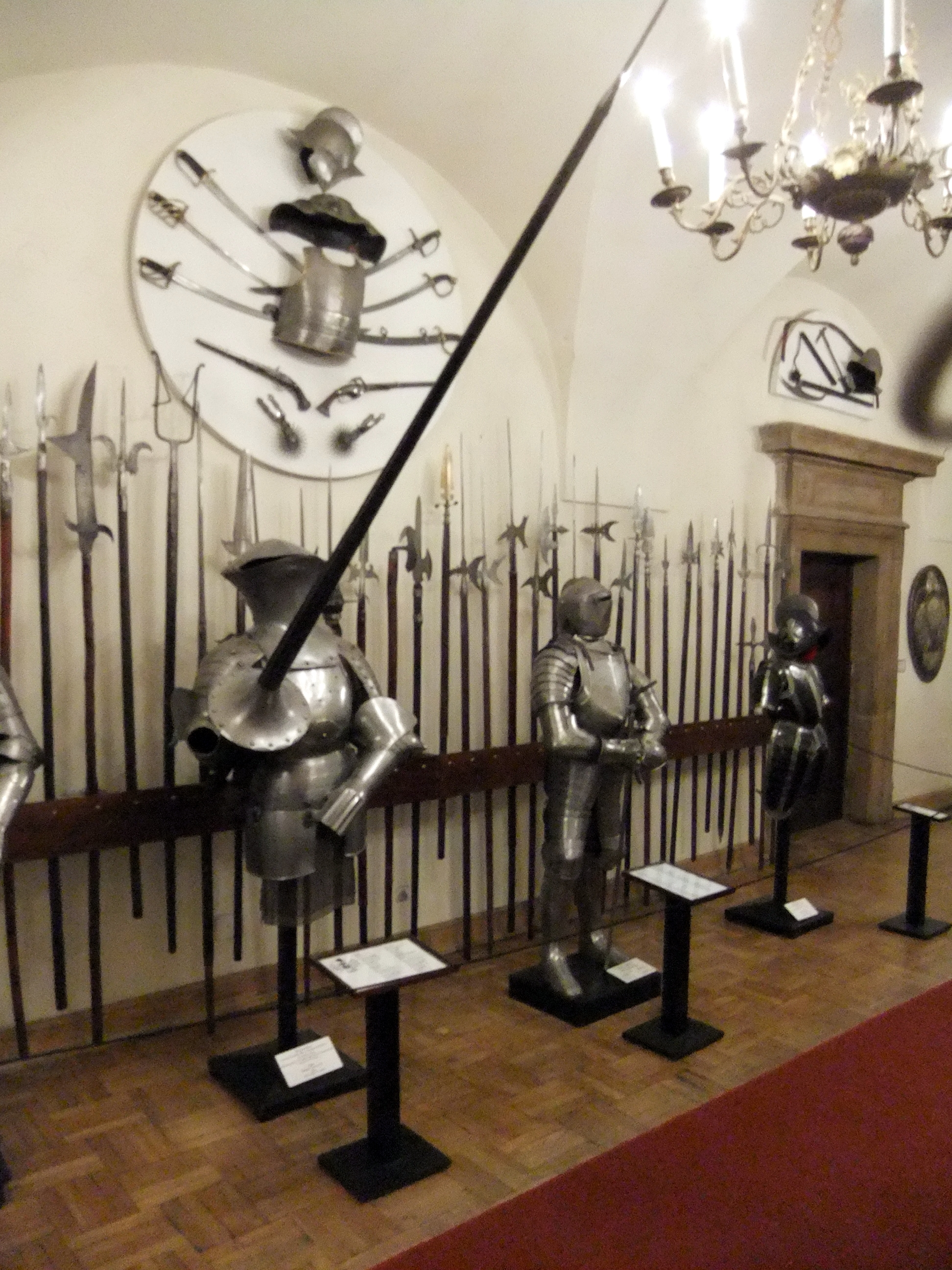
Fragment ekspozycji stałej w pałacu pod Krzysztofory (2010)

Muzeum Historyczne Miasta Krakowa (nazwa skrócona używana od 2019: Muzeum Krakowa) – muzeum historyczne założone w 1899 w Krakowie, którego główna siedziba mieści się w pałacu „Pod Krzysztofory” w Rynku Głównym.

## Historia
Powołane zostało do życia jako oddział Archiwum Akt Dawnych miasta Krakowa. Muzeum kilkakrotnie zmieniało swoją siedzibę; najpierw znajdowało się w budynku Archiwum przy ul. Siennej, potem w Domu pod Krzyżem (ul. Szpitalna), w Kamienicy Krauzowskiej (ul. św. Jana) i od 1964 roku w Krzysztoforach. Początkowo Muzeum nie eksponowało swoich zbiorów, dopiero w 1952 przy ul. św. Jana została otwarta pierwsza wystawa stała. Jej kolejna odsłona pt. „Z Dziejów i Kultury Krakowa” mieściła się w Krzysztoforach, prezentowała m.in. dawną broń, dzieła sztuki i pamiątki związane z Krakowem, z samorządem miejskim i z cechami. Została ona zamknięta ze względu na remont Pałacu Krzysztofory, który prowadzony był w latach 2016–2021. Obecna wystawa stała, zatytułowana „Kraków od początku, bez końca”, miała swoją inaugurację 18 grudnia 2021 roku.
Od początku swojego istnienia Muzeum dba o kultywowanie lokalnych tradycji, takich jak Lajkonik, bractwo kurkowe czy szopki krakowskie (od 1946 roku jest organizatorem konkursu szopek krakowskich).

## Dyrektorzy
- Jerzy Dobrzycki (1946–1964)
- Stanisław Czerpak (1964–1974)
- Sławomir Wojak (1974–1984)
- Andrzej Szczygieł (1984–2003)
- Michał Niezabitowski (od 2004[2])

## Oddziały Muzeum
- Pałac Krzysztofory (wystawa stała „Kraków od początku, bez końca”)
- Wieża Ratuszowa
- Fabryka Emalia Oskara Schindlera (wystawa stała „Kraków – czas okupacji 1939–1945”)
- Apteka Pod Orłem (wystawa stała „Apteka Tadeusza Pankiewicza w getcie krakowskich”)
- Ulica Pomorska (wystawa stała „Krakowianie wobec terroru 1939–1945–1956”)
- Rynek Podziemny
- Synagoga Stara (wystawa stała „Dzieje i kultura Żydów krakowskich”)
- Rydlówka
- Celestat (wystawa stała „Dzieje Krakowskiego Bractwa Kurkowego i obronność miejska”)
- Barbakan
- Mury Obronne
- Kamienica Hipolitów (wystawa stała „Dom mieszczański”)
- Muzeum Nowej Huty z filią Podziemna Nowa Huta
- Muzeum Podgórza (wystawa stała „Miasto pod kopcem Kraka”)
- Dom Zwierzyniecki
- Thesaurus Cracoviensis
- Muzeum Ruchu Harcerskiego

## Status prawny i struktura organizacyjna Muzeum
Zgodnie ze statutem Muzeum jest samorządową instytucją kultury, wyodrębnioną pod względem prawnym i ekonomiczno-finansowym, której organizatorem jest Gmina Miejska Kraków
Nadzór nad Muzeum w sposób ogólny sprawuje Minister Kultury i Dziedzictwa Narodowego, a w sposób bezpośredni – organizator, Wydział Kultury i Dziedzictwa Narodowego Urzędu Miasta Krakowa. 21 września 2005 r. Muzeum zostało wpisane do Państwowego Rejestru Muzeów pod nr DDN-IV/PRM/84/05 prowadzonego przez Ministra Dziedzictwa i Kultury Narodowej.
Od 2005 roku muzeum jest zrzeszone w powstałej w Paryżu w 1946 roku Międzynarodowej Radzie Muzeów (ang. International Council of Museums – ICOM) – organizacji pozarządowej zrzeszającej muza i ich pracowników. 15. Ogólne Zgromadzenie ICOM w dniu 4 listopada 1986 r. w Buenos Aires, w Argentynie uchwaliło kodeks etyki zawodowej Międzynarodowej Rady Muzeów.